# Виктория Фёдоровна
Викто́рия Мели́та Са́ксен-Ко́бург-Го́тская (англ. Victoria Melita of Saxe-Coburg and Gotha), во втором браке — Викто́рия Фёдоровна (25 ноября 1876, Аттард — 2 марта 1936, Аморбах) — дочь Альфреда, герцога Саксен-Кобург-Готского и Эдинбургского, и великой княжны Марии Александровны; по отцу — внучка королевы Виктории, по матери — императора Александра II.
Детские годы Виктории Мелиты прошли в Великобритании и на острове Мальта, где её отец служил в королевском военно-морском флоте. В 1889 принцесса вместе с семьёй переехала в Кобург, и в 1893 году её отец стал правящим герцогом Саксен-Кобург-Готы. В юности Виктория Мелита влюбилась в кузена со стороны матери великого князя Кирилла Владимировича, однако брак между ними был невозможен, поскольку православие не одобряло близкородственные связи. Под давлением родственников, в частности бабушки — королевы Виктории, в 1894 году принцесса вышла замуж за гессенского кузена герцога Эрнста Людвига. Брак, в котором родилось двое детей, один из которых родился мёртвым или умер в младенчестве, не был счастливым. Виктория Мелита жаждала развода, однако королева Виктория, обожавшая дочь принцессы Елизавету, не позволяла супругам развестись. Когда в 1901 году королева умерла, Виктория Мелита смогла добиться расторжения брака. Через два года после этого умерла от тифа её единственная дочь.
После развода Виктория Мелита поселилась в Кобурге в доме овдовевшей матери. В 1905 году принцесса вышла замуж за великого князя Кирилла Владимировича. Брак был заключён в нарушение как английских, так и российских законов: не было получено формальное разрешение короля Эдуарда VII, предусматривавшееся законом о королевских браках от 1772 года, и был проигнорирован запрет императора Николая II на этот брак. По приказу императора Кирилл Владимирович был лишён всех постов и привилегий члена императорской семьи, кроме того супругам было запрещено проживать в России. Переехать на родину Кирилла Владимировича Виктории Мелите удалось только в 1909 году, когда у них уже родились двое дочерей, Мария и Кира, и они проживали в Париже. За три дня до рождения старшей дочери Виктория Мелита приняла православие под именем «Виктория Фёдоровна». Вскоре после рождения Марии император Николай II признал брак её родителей, позволил Виктории Фёдоровне принять титул «великой княгини» и вернул Кириллу Владимировичу все привилегии. С 1910 года супруги проживали в России.
Во время Первой мировой войны Виктория Фёдоровна, как и другие представительницы императорской фамилии, активно занималась благотворительной деятельностью. После Февральской революции летом 1917 года Виктория Фёдоровна вместе с мужем и дочерьми уехала в Финляндию, где родился её последний ребёнок — сын Владимир. В 1920-х годах супруги много путешествовали по Европе, где встречались с другими изгнанными членами семьи. В 1924 году на правах старшего представителя династии Кирилл Владимирович принял титул императора, а Виктория Фёдоровна — императрицы, хотя эти действия оспариваются другими представителями династии. В 1936 году Виктория Фёдоровна отправилась в Аморбах, чтобы навестить старшую дочь. Здесь она перенесла инсульт и умерла от воспаления лёгких 2 марта. Виктория Фёдоровна была похоронена 10 марта 1936 года в семейной усыпальнице герцогов Саксен-Кобург-Готских в Кобурге; 7 марта 1995 года прах великой княгини был перезахоронен в Великокняжеской усыпальнице в Санкт-Петербурге.

## Происхождение и ранние годы

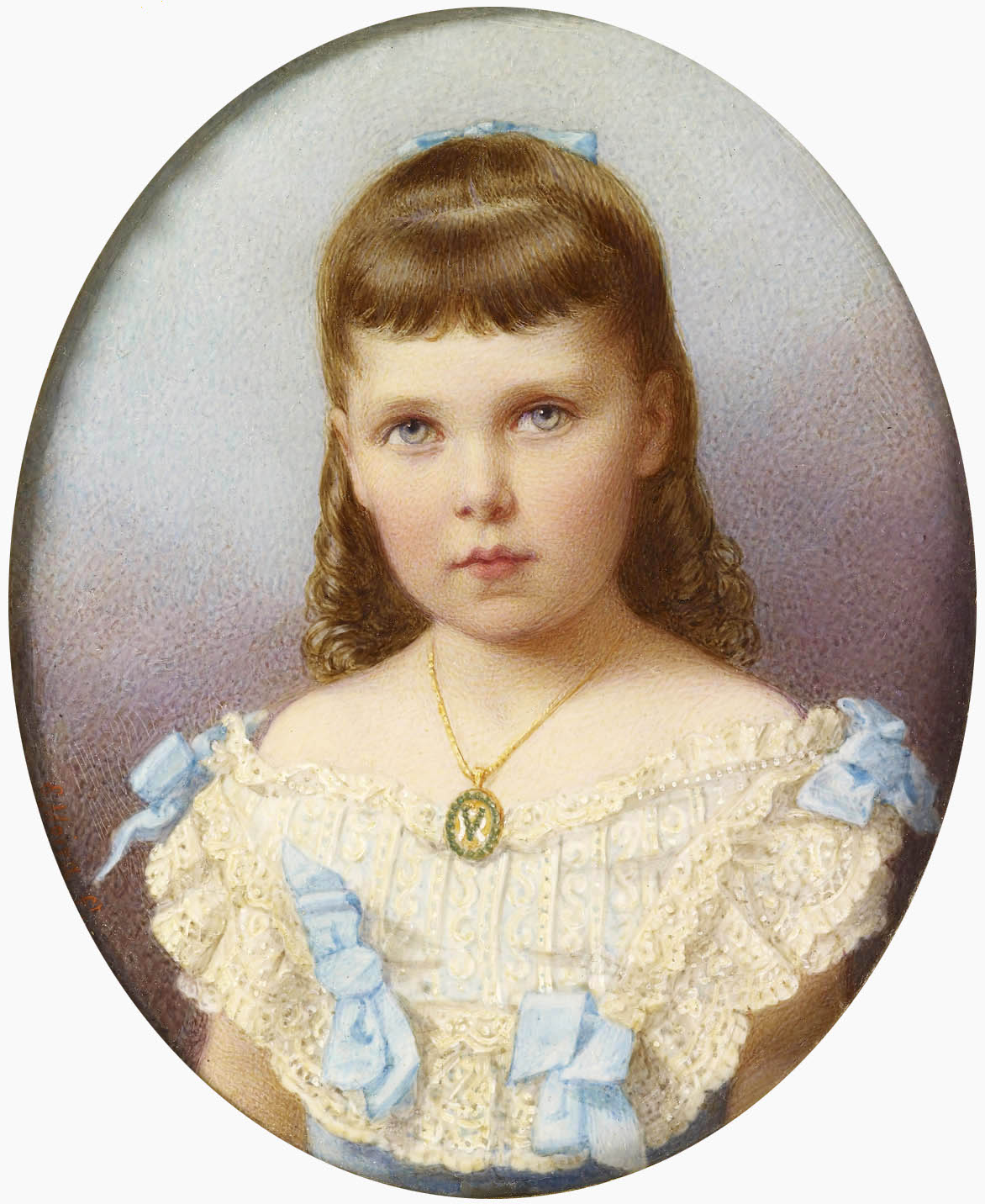
Портрет Виктории Мелиты, написанный Эдуардо де Мойра в 1881 году

Виктория Мелита родилась 25 ноября 1876 года во дворце Сан-Антон на Мальте и стала второй дочерью и третьим ребёнком из шести детей Альфреда, герцога Эдинбургского, и его жены великой княжны Марии Александровны. По отцу девочка была внучкой королевы Виктории и Альберта Саксен-Кобург-Готского, по матери — российского императора Александра II и Марии Гессен-Дармштадтской. На момент рождения принцесса занимала десятое место в линии престолонаследия; также, будучи внучкой британского монарха по мужской линии она получила право на титулование Её Королевское высочество. Принцесса была крещена 1 января 1877 года во дворце Сан-Антон капелланом королевского флота; среди восприемников девочки была и её бабушка королева Виктория, которую представлял другой член семьи. Свои имена принцесса получила в честь бабушки и острова, на котором родилась, однако в семье она была известна под прозвищем Даки (от англ. Ducky — «голубушка, солнышко, душечка»).

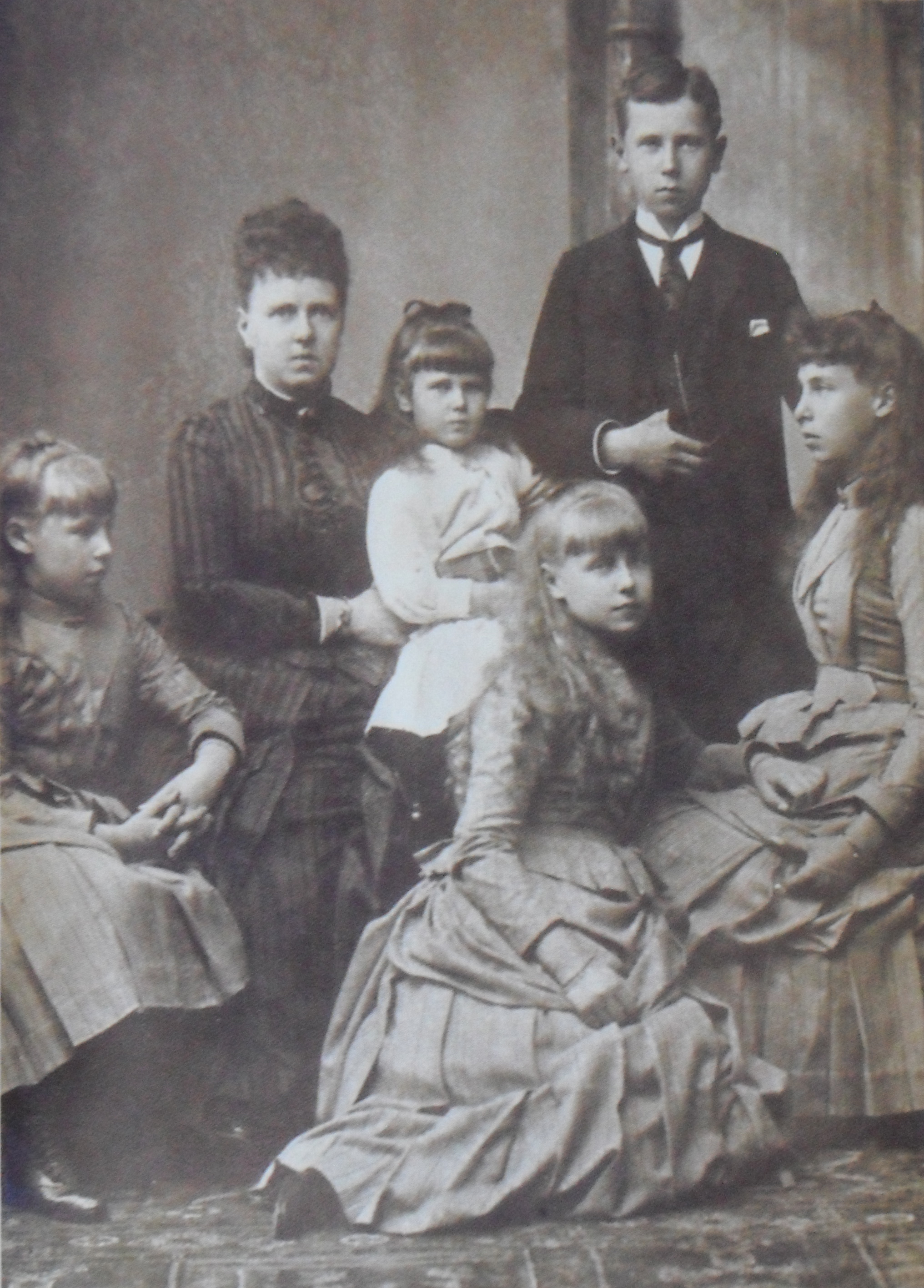
Герцогиня Эдинбургская с детьми.
Виктория Мелита крайняя справа

На момент рождения Виктории Мелиты её отец служил в королевском военно-морском флоте на Мальте, однако вскоре семья вернулась в Англию. Большая часть детства принцессы прошла в загородном поместье отца Иствэлл-парк в Кенте и лондонской резиденции Кларенс-хаус. Иствэлл-парк представлял собой обширное поместье размером в 2,5 тысячи акров с лесом и парком близ Ашфорда, где любили проводить время дети герцогской четы. В январе 1886 года, когда принцессе уже исполнилось девять лет, Альфред был назначен главнокомандующим средиземноморской военно-морской эскадры, базировавшейся на Мальте, и следующие три года семья провела во дворце Сан-Антон, в котором родилась Виктория Мелита.
Брак родителей Виктории Мелиты не был счастливым: Альфред был неразговорчивым, изменял жене, был склонен к алкоголизму и эмоционально оторван от своей семьи, а Марию Александровну, имевшую независимый характер и нетипичное для королевской семьи образование, считали слишком надменной при дворе в частности и в лондонском обществе в целом. Хотя герцогиня была несентиментальной и строгой, она была преданной матерью и самым важным человеком в жизни своих детей. Всё это повлияло на характер Виктории Мелиты: она была застенчивой, серьёзной и чувствительной. Как позднее отмечала её сестра Мария, Виктория Мелита была «страстным ребёнком, которого часто не понимали». Принцесса, как и её сёстры, получила типично британское образование: имела склонность к искусству, хорошо рисовала и обучалась игре на фортепиано. На протяжении всей жизни Виктория Мелита была наиболее близка со старшей сестрой Марией, несмотря на то, что они были совершенно разными как внешне, так и по характеру: Виктория Мелита была темноволосой и угрюмой, в то время как Мария была блондинкой с лёгким нравом; кроме того, Виктория Мелита, которая была младше сестры на год, была выше и выглядела старше Марии.

## Юность в Кобурге

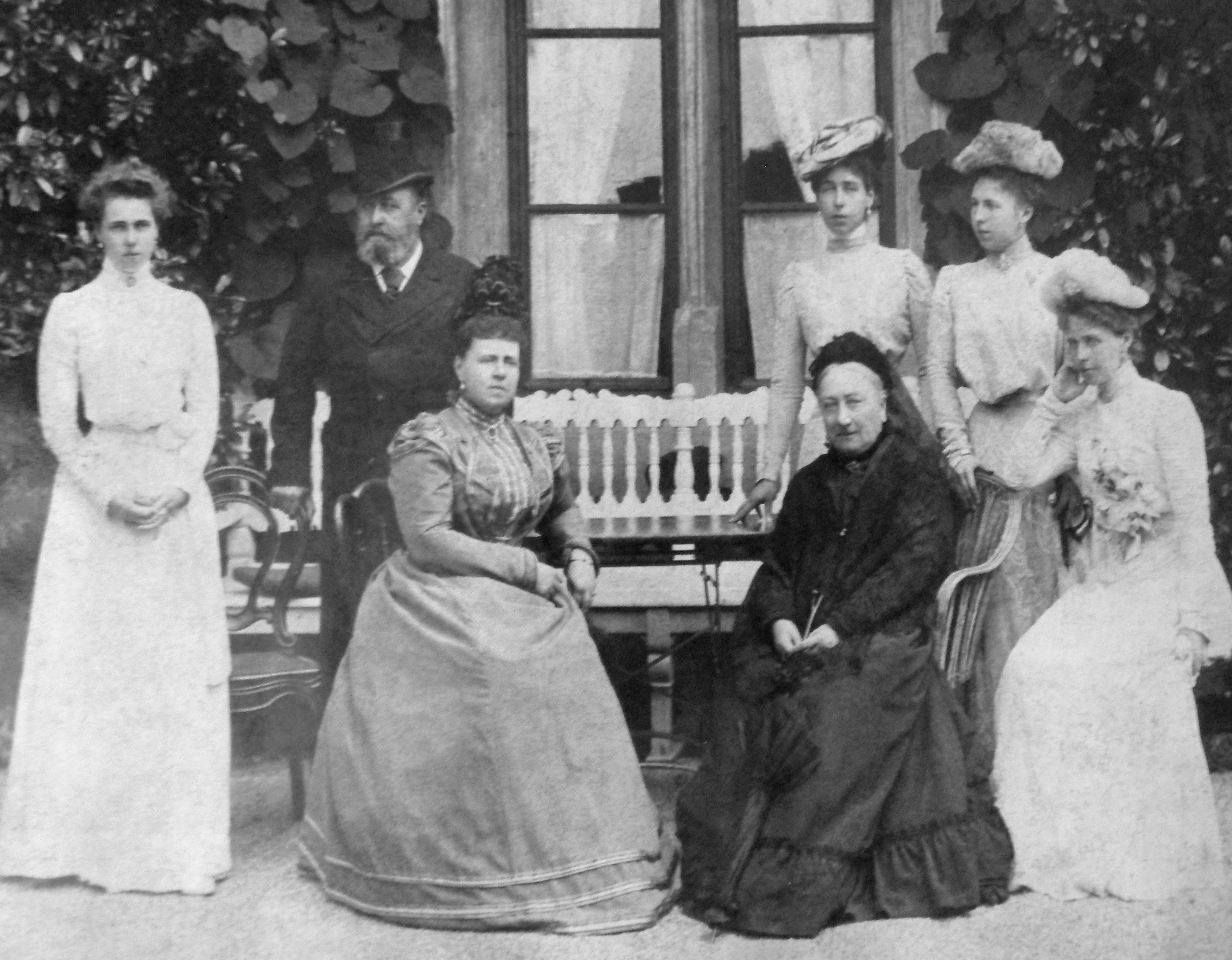
Герцог Саксен-Кобург-Готский с женой, дочерьми и вдовствующей герцогиней Саксен-Кобург-Готской в замке Розенау, 1893/1894 год.
Слева направо: принцесса Беатриса, герцог Альфред, герцогиня Мария Александровна, вдовствующая герцогиня Александрина, принцесса Виктория Мелита, принцесса Александра и принцесса Мария

Отец Виктории Мелиты, принц Альфред, по мужской линии был внуком Эрнста I Саксен-Кобург-Готского и имел права на его герцогство. Дядя Альфреда, Эрнст II, герцог Саксен-Кобург-Готский, был бездетен, таким образом все права на герцогство переходили к детям его покойного младшего брата принца Альберта и королевы Виктории. Старший сын Альберта, Эдуард, принц Уэльский, отказался от прав на герцогство во избежание создания личной унии Саксен-Кобург-Готы и Великобритании, когда он унаследует британский трон. Таким образом, отец Виктории Мелиты стал предполагаемым наследником дяди. В 1889 году по приглашению Эрнста II Альфред перевёз семью в Кобург. По прибытии в Кобург герцогиня Мария стала пытаться «германизировать» дочерей: она наняла для них новую гувернантку, обновила гардероб, а также заставила их пройти обряд конфирмации в лютеранской церкви, хотя ранее дети исповедовали англиканство. Детям новшества, введённые матерью, не нравились и они открыто бунтовали; в конечном итоге, для них были сделаны некоторые послабления.
Юная Виктория Мелита, по наблюдениям одного из современников, была «высокой, темноволосой девочкой с фиалковыми глазами… обладавшей уверенностью императрицы и духом девочки-сорванца». Как отмечают биографы принцессы, у неё «был слишком маленький подбородок, чтобы называть её хотя бы условно красивой», но она обладала «хорошей фигурой и глазами насыщенного голубого цвета». В 1891 году Виктория Мелита сопровождала мать в Санкт-Петербург, где проходили похороны великой княгини Александры Георгиевны — жены Павла Александровича, брата Марии Александровны. В Санкт-Петербурге Виктория Мелита познакомилась с великим князем Кириллом Владимировичем, который приходился ей кузеном по матери. Хотя между великим князем и принцессой возникла глубокая привязанность, мать Виктории Мелиты оказалась против их возможного союза, поскольку Русская православная церковь и гражданское право Российской империи запрещала близкородственные браки. Кроме того, Мария Александровна, знавшая о том, что многие члены дома Романовых заводят любовниц, не желала дочери участи несчастной жены.
Вскоре после того, как в 1893 году её старшая сестра Мария вышла замуж за кронпринца Фердинанда Румынского, Виктории Мелите стали подыскивать подходящего жениха. Осенью 1891 года принцесса навестила бабушку королеву Викторию в замке Балморал; её визит совпал с визитом к королеве её старшего гессенского внука и наследника герцогского титула — принца Эрнста Людвига, в семье известного под уменьшительно-ласкательным прозвищем Эрни. У Эрнста Людвига и Виктории Мелиты было много общего: оба они были художественно одарёнными, весёлыми и преданными, хорошо ладили между собой и даже родились в один день с разницей в восемь лет. Наблюдая за внуками, королева Виктория приняла решение поженить их.

## Первый брак

### Великая герцогиня Гессенская

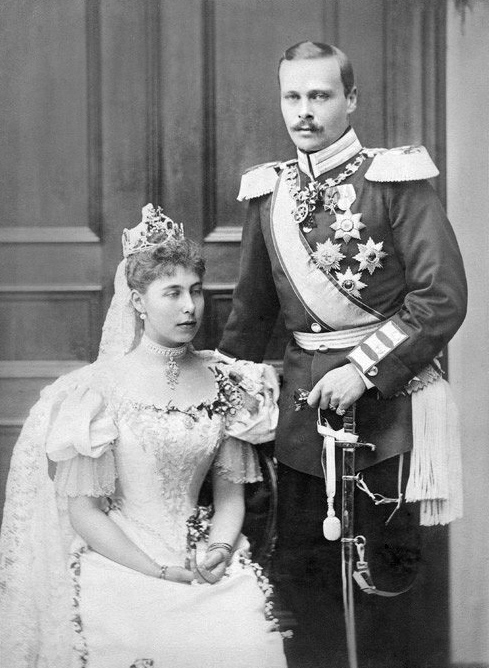
Эрнст Людвиг и Виктория Мелита в день свадьбы

Под давлением родственников Виктория Мелита вышла замуж за кузена Эрнста Людвига, к тому моменту унаследовавшего герцогство отца, 19 апреля 1894 года в замке Эренбург в Кобурге. На пышной свадьбе присутствовали представители почти всех королевских семей Европы, включая королеву Викторию, принца Уэльского, вдовствующую германскую императрицу Викторию и её сына кайзера Вильгельма II. Со дня заключения брака Виктория Мелита стала именоваться великой герцогиней Гессенской. За день до свадьбы Виктории Мелиты и Эрнста Людвига было объявлено о помолвке младшей сестры Эрни Алисы с наследником российского императора Александра III — цесаревичем Николаем.
Чуть меньше, чем через год после свадьбы, 11 марта 1895 года, на свет появился первенец Виктории Мелиты и Эрнста Людвига — дочь Елизавета. Появление в семье Елизаветы показало, что Эрнст Людвиг не испытывает к супруге практически никаких чувств: он уделял почти всё своё внимание обожаемой дочери, отодвигая жену на второй план. Не удалось Виктории Мелите установить близость и с дочерью: маленькая принцесса, внешностью и манерами походившая на мать, имела отцовский характер и предпочитала его общество обществу матери.
Несмотря на то, что личная жизнь супругов не складывалась, они имели общие интересы. Любимым развлечением герцогской четы были вечеринки, на которые допускались только люди младше тридцати лет. На этих вечеринках гости и хозяева дома называли друг друга по прозвищам; также гостям позволялось делать всё, что они пожелают. Среди друзей Виктории Мелиты и Эрнста Людвига в основном были прогрессивные художники и интеллектуалы, а также те, кто любил веселье и развлечения. Кузен Виктории Мелиты принц Николай Греческий описал одну из таких вечеринок, как «самую приятную и весёлую домашнюю вечеринку, на которой я когда-либо бывал».
Виктория Мелита с радостью устраивала званые вечера для друзей вместе с мужем, однако общественные обязанности она выполнять не любила: она редко отвечала на письма, часто откладывала визиты к старым знакомым, компания которых не доставляла ей удовольствия, на официальных мероприятиях герцогиня предпочитала разговаривать только с теми людьми, кто мог её развлечь, игнорируя при этом людей более высокого статуса, которых она считала скучными. Невнимание Виктории Мелиты к её обязанностям вызвало недовольство Эрнста Людвига; у супругов часто случались скандалы на повышенных тонах, не редко дело доходило до рукоприкладства. Однажды будучи в ярости Виктория Мелита даже запустила в мужа поднос с китайским чайным сервизом, а затем стала бросать в него всё, что попадалось под руку. От семейных проблем Виктория Мелита часто сбегала на конные прогулки, часами разъезжая на своём жеребце Богдане по сельской местности. В мае 1896 года Виктория Мелита побывала на коронации императора Николая II и его супруги, где в ней вновь пробудились чувства к великому князю Кириллу Владимировичу, с которым она флиртовала на балах и торжествах по случаю коронации.

### Развод и смерть дочери

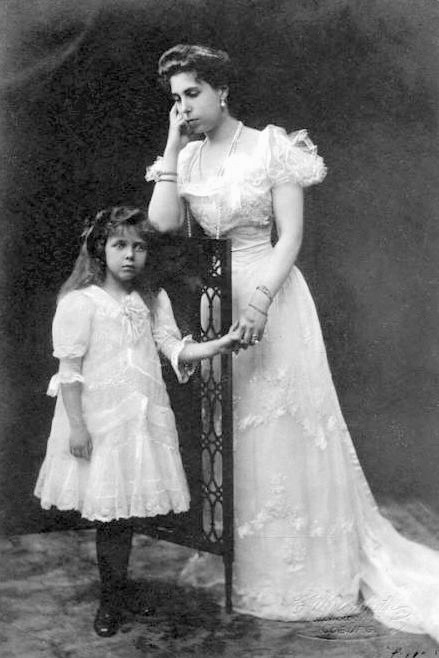
Виктория Мелита с дочерью Елизаветой незадолго до развода

Отношения между супругами постепенно накалялись. В 1897 году Виктория Мелита навестила в Румынии любимую сестру Марию, а по возвращении домой застала мужа в постели с мальчиком-слугой. Она не стала публично обвинять мужа в измене и гомосексуальности, но как-то сказала племяннице, что «ни один мальчик не был в безопасности, будь то слуга с конюшни или слуга с кухни. Он спал вполне открыто со всеми ними». Королева Виктория была опечалена, когда она услышала о проблемах в браке у внуков от своего поверенного в делах сэра Джорджа Уильяма Бьюкенена, но она отказалась рассмотреть вопрос о возможном разводе Эрни и Даки из-за их дочери Елизаветы, которая была любимой правнучкой королевы. В 1899—1900 годах супруги предприняли попытку помириться, и в мае 1900 года Виктория Мелита забеременела, однако ребёнок, предположительно мальчик, родился мёртвым или умер вскоре после рождения. После этого герцогская чета не предпринимала никаких усилий к примирению, а их дочь Елизавета стала их единственным общим ребёнком.
Королева Виктория умерла в январе 1901 года; к этому времени Виктория Мелита была тверда в своём решении расторгнуть брак. 21 декабря 1901 года верховный суд Гессена принял решение о разводе герцогской четы. Эрнст Людвиг, вначале сопротивлявшийся разводу, в конце концов понял, что это единственный верный шаг. Позднее герцог писал своей сестре Виктории: «Теперь я спокоен, я вижу абсолютную невозможность вести жизнь, которая убивает её и почти сводит меня с ума… Чтобы поддержать твой дух и улыбку на лице, пока крах предстаёт твоим глазам и горе разрывает твоё сердце на куски, я говорю, что эта борьба была бесплодной. Я старался только ради неё. Если бы я не любил её, я бы сдался гораздо раньше». Сама принцесса Виктория говорила, что не так сильно удивлена разводом брата, как сам Эрнст Людвиг; она писала: «Хотя оба старались изо всех сил, чтобы обеспечить успешный брак, это был провал… [По] характеру и темпераменту они совершенно не подходили друг другу, и я заметила, как они постепенно отдаляются друг от друга». Развод правящего великого герцога Гессенского с супругой вызвал скандал в королевских кругах Европы; так император Николай II, чья жена была родной сестрой Эрнста Людвига, писал матери, что даже смерть была бы лучше, чем «повсеместный позор в виде развода».
После развода Виктория Мелита жила с овдовевшей матерью в Кобурге и во Французской Ривьере. Развод Виктории Мелиты и Эрнста Людвига означал, что их дочери придётся жить по полгода с отцом в Дармштадте и полгода с матерью в Кобурге. Поначалу Елизавета относилась к матери холодно, будучи обиженной на развод, и предпочитала всё время оставаться с отцом, хотя Виктория Мелита делала всё возможное, чтобы наладить отношения с дочерью во время своих немногочисленных визитов. В своих мемуарах Эрнст Людвиг писал, что ему с трудом удавалось уговорить Елизавету навестить мать. Перед одним из визитов Эрнст Людвиг обнаружил принцессу «хнычущей под диваном, полной отчаяния». Он заверил Елизавету, что мать любит её так же, как он сам. «Мама говорит, что любит меня, но ты действительно любишь», — ответила принцесса; Эрнст Людвиг не нашёлся с ответом и это произвело на Елизавету неверное впечатление.
В октябре 1903 года Эрнст Людвиг вместе с дочерью отправился погостить к семье своей младшей сестры-императрицы в Скерневице (царство Польское). В ноябре Елизавета заболела тифом. Врачи рекомендовали императрице Александре известить Викторию Мелиту о болезни дочери, однако императрица медлила с отправкой телеграммы. После получения первой телеграммы Виктория Мелита стала готовиться к отъезду в Польшу, чтобы ухаживать за Елизаветой, однако ещё до её отъезда прибыла ещё одна телеграмма, сообщавшая о смерти ребёнка. Тело маленькой принцессы было возвращено в Дармштадт, где Эрнст Людвиг организовал похороны дочери. На похоронах Виктория Мелита положила знак ордена Гессенов, дарованный ей после замужества, в гроб Елизаветы, что ознаменовало для неё окончательный разрыв с её гессенским прошлым.

## Второй брак

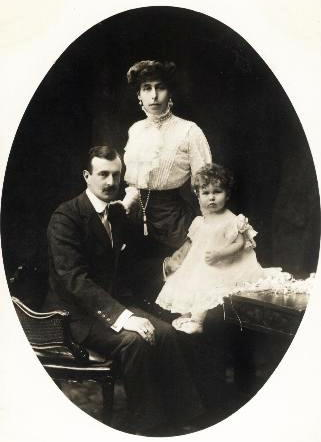
Виктория Мелита с мужем великим князем Кириллом Владимировичем и их старшей дочерью, ок. 1909

После того, как Виктория Мелита развелась с Эрнстом Людвигом, великому князю Кириллу Владимировичу, видевшемуся с принцессой во время всех её последующих визитов в Россию, стали противостоять его собственные родители — великий князь Владимир Александрович и Мария Павловна, которые старались не допустить сближения сына с разведённой Викторией Мелитой. Великая княгиня Мария Павловна, не желавшая окончательно разрыва сына с семьёй, предложила Кириллу взять Викторию Мелиту в любовницы, а жениться на другой женщине, однако тот не согласился. Через несколько месяцев разразилась русско-японская война, и Кирилл Владимирович, являвшийся офицером военно-морского флота, был отправлен на фронт. Корабль великого князя подорвался на японской мине при входе в Порт-Артур, а сам Кирилл Владимирович стал одним из немногих выживших во время взрыва. Великий князь был отправлен в Санкт-Петербург на лечение и здесь он наконец получил разрешение императора на поездку в Кобург, чтобы увидеться с Викторией Мелитой. Близость смерти во время войны помогла Кириллу Владимировичу утвердиться в желании жениться на возлюбленной. Он писал в своих мемуарах: «Для тех, на кого пала тень смерти, жизнь обрела новый смысл. Это как дневной свет. И теперь я как никогда был близок к исполнению мечты всей моей жизни. Ничто не смогло бы изменить этого во мне. Я прошёл через многое. Теперь, наконец, будущее ясно лежит передо мной».
Виктория Мелита и Кирилл Владимирович поженились 25 сентября (8 октября) 1905 года в Тегернзее близ Мюнхена. Свадебная церемония была очень простой; из числа членов обеих семей новобрачных присутствовали только родственники Виктории Мелиты: её мать вдовствующая герцогиня Саксен-Кобург-Готская и Эдинбургская, сестра принцессы Беатриса и друг семьи граф Адлербург; также на свадьбу был приглашён дядя обоих новобрачных великий князь Алексей Александрович, однако тот прибыл без объяснения причин уже после окончания церемонии. Брак был заключён без разрешения короля Эдуарда VII, предусматривавшегося законом о королевских браках от 1772 года, а также без разрешения и против желания императора Николая II; кроме того, невеста не собиралась принимать при заключении брака православной веры, а сам союз между двоюродным братом и сестрой противоречил православным канонам и не допускался гражданским правом Российской империи. Реакция императора была незамедлительной: он заявил, что не признает брака, а дети, рождённые в этом союзе, получат фамилию князей Кирилловских, с титулом Светлости; также, по приказу императора Кирилл Владимирович был снят со службы в императорском флоте, лишён императорских выплат и звания флигель-адъютанта; ему также был запрещён въезд и проживание в России. Такая реакция императора на брак кузена во многом предопределялась тем, что его супруга Александра Фёдоровна была родной сестрой первого мужа Виктории Мелиты и заявляла, что никогда не сможет простить ни «женщину, которая вела себя так безобразно», ни самого Кирилла. Молодожёны уехали в Париж, где приобрели дом близ Елисейских Полей, и жили за счёт средств, выделяемых им их родителями.
17 (30) января 1907 года в Кобурге Виктория Мелита, которой исполнилось тридцать лет, перешла в православие и получила имя «Виктория Фёдоровна», что привело в восторг не только её супруга, но и мать, которая долгие годы сетовала на то, что её дети воспитывались в англиканстве. В начале 1907 года родился первый ребёнок пары — дочь Мария; девочка была названа в честь матери Виктории Фёдоровны, однако в семье была известна под французским вариантом имени Мари или русским Маша. Вторая дочь Кирилла Владимировича и Виктории Фёдоровны, Кира, родилась в 1909 году в Париже; во время второй беременности Виктории Фёдоровны супруги надеялись на рождение мальчика, но родилась девочка, и было решено назвать её в честь отца Кирой.

### Великая княгиня

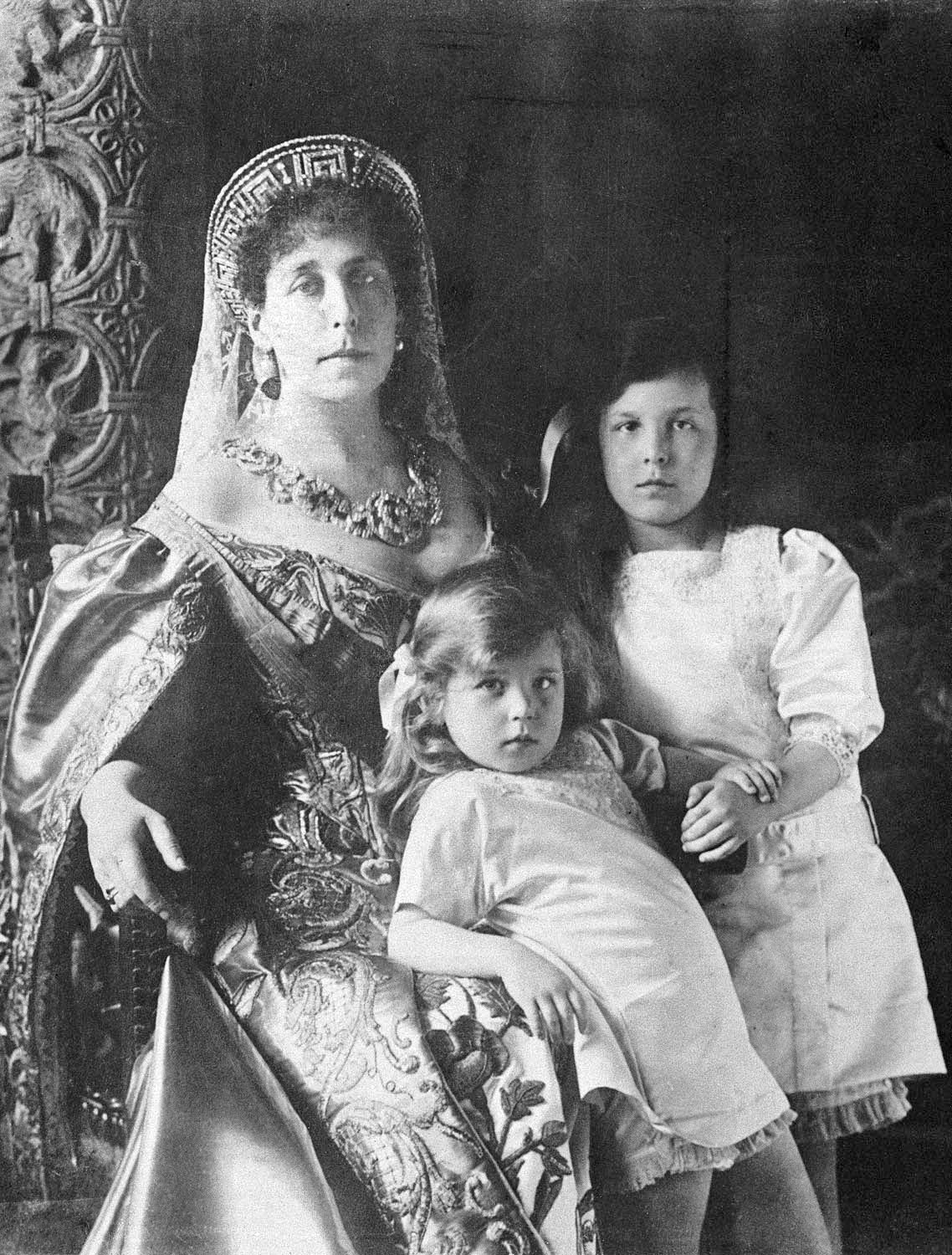
Великая княгиня Виктория Фёдоровна с дочерьми Марией и Кирой в Кобурге, 1913

К июлю 1907 года Кирилл Владимирович стал четвёртым в линии наследования императорского трона. В виду этих обстоятельств Николай II признал брак кузена с Викторией Фёдоровной, восстановил великого князя на службе и пригласил вместе с супругой в Россию, повелев при этом именовать с 15 июля того же года Викторию Фёдоровну великой княгиней с титулом Императорское высочество, а их единственную на тот момент дочь — княжной императорской крови с принадлежащим правнукам императоров титулом Высочество. В мае 1910 года Виктория Фёдоровна с мужем и дочерьми прибыла в Санкт-Петербург, где поселилась во дворце на улице Глинки, 13. Великая княгиня с большим удовольствием стала принимать участие в званых ужинах и присутствовала на пышных балах, где собирались все сливки столичного общества. Благодаря художественному таланту, Виктории Фёдоровне удалось со вкусом обустроить свой новый дом; она наслаждалась декорированием, озеленением и объездом своих владений и вновь увлеклась рисованием акварелью.
Виктория Фёдоровна вошла в круг русской аристократии и круг приближённых её свекрови Марии Павловны. Поскольку высшие аристократические круги часто общались на французском, Виктория Фёдоровна так до конца и не освоила русский язык. Хотя она приходилась кузиной как императору Николаю II, так и императрице Александре Фёдоровне, отношения с ними не стали ни близкими, ни даже тёплыми. Кирилл Владимирович, вернувшийся на службу во флот, также увлёкся автомобилями и гонками: супруги часто путешествовали на машине, а их любимым развлечением стали поездки через балтийские провинции. Виктория Фёдоровна, опасаясь долгой русской зимы с её короткими днями, в это время года часто уезжала за границу, где навещала сестру Марию в Румынии и мать на юге Франции или в Кобурге. Супруги также были близки с дочерьми, а лето 1914 года провели в узком семейном кругу на яхте в Финском заливе и Риге.
Во время Первой мировой войны Виктория Фёдоровна, как и многие женщины из императорской семьи, принимала участие в организации работы Красного Креста: она участвовала в организации лазаретов, санитарных поездов, складов белья для раненых, а также медикаментов, приютов и мастерских для инвалидов войны. Кирилл Владимирович позднее писал: «Даки немало сделала для того, чтобы её отряд санитарного транспорта стал одним из лучших вспомогательных служб России. Он действовал с большой чёткостью и абсолютной надёжностью…» Виктория Фёдоровна часто посещала фронт под Варшавой, и иногда ей приходилось выполнять свои обязанности под огнём противника. Кирилл Владимирович также служил в Польше под командованием начальника Морского генерального штаба адмирала Русина, члена штаба главнокомандующего русской армии великого князя Николая Николаевича. Дважды во время войны Виктория Фёдоровна выезжала к сестре в Румынию, где также оказывала помощь жертвам войны. За свои заслуги во время войны она была награждена Георгиевскими медалями всех степеней.
Виктория Фёдоровна, как и её супруг и многие другие члены императорской семьи, испытывала отвращение к дружбе императорской четы со старцем Григорием Распутиным. Императрица считала, что Распутин способен с помощью молитв исцелить её сына Алексея от последствий гемофилии. Виктория Фёдоровна как-то сказала своей сестре Марии, что двор императора «наблюдал за тем, как больному человеку отказывают в любом враче и любой другой помощи». Когда Распутин был убит в декабре 1916 года, Виктория Фёдоровна с супругом в числе других родственников подписала коллективное письмо с просьбой смягчить наказание великого князя Дмитрия Павловича, обвинённого в участии в убийстве. Письмо вызвало протест со стороны императрицы, а император отклонил просьбу родственников.

### Революция и изгнание
Виктория Фёдоровна вернулась в Петроград (Санкт-Петербург) в феврале 1917 года, Кирилл Владимирович в это же время был назначен командующим морской гвардией, расквартированной в столице, и мог больше времени проводить с женой и детьми. В Петрограде уже было неспокойно, и великий князь и княгиня, оставаясь публично лояльными к императору, стали тайно обсуждать с родственниками лучший способ сохранить монархию без Николая II. К концу Февральской революции император был вынужден отречься от престола, после чего последовали новые политические потрясения. Виктория Фёдоровна писала сестре Марии в феврале 1917 года, что их дом был окружён толпой, «но сердцем и душой мы с этим движением свободы, которое в своё время наверное подпишет наш собственный смертный приговор… Сами мы потеряли всё, наши жизни изменились в один миг, но мы практически возглавляем это движение». К марту 1917 года вся столица была охвачена революционным движением. В это же время Виктория Фёдоровна, которой в этом году должен был исполнится 41 год, обнаружила, что вновь беременна, что несколько обеспокоило её.
Кирилл Владимирович возглавлял своё военное подразделение вплоть до прихода к власти Временного правительства 2 (15) марта 1917 года, которое вынужденно делило штаб-квартиру с Петроградским советом рабочих и солдатских депутатов; ещё 1 (14) марта в надежде на восстановления порядка в стране и сохранение монархии Кирилл Владимирович присягнул новой власти, что позднее некоторые члены семьи подвергли критике и посчитали изменой. Несмотря на неодобрение со стороны членов императорской фамилии, Виктория Фёдоровна поддержала мужа, поскольку «чувствовала, что он поступает правильно». Она также сочувствовала людям, которые хотели реформировать правительство. Кирилл был вынужден уйти в отставку с военной службы, но тем не менее его люди остались верны ему и продолжали охранять дворец великого князя на улице Глинки. Будучи близка к отчаянию, Виктория Фёдоровна писала сестре Марии: «ни гордости, ни надежды, ни денег, ни будущего, и дорогое прошлое изглажено из памяти страшным настоящим; ничего не осталось, ничего».
Опасаясь за собственную безопасность Виктория Фёдоровна и Кирилл Владимирович приняли решение покинуть Россию. Лучшим местом для жизни они посчитали Финляндию, которая до декабря 1917 года оставалась в составе Российской империи, при этом имела собственное правительство и конституцию. Кроме того, великокняжеская чета однажды побывали в усадьбе Хайкко, располагавшейся недалеко от Борго — небольшого городка на южном побережье Финляндии близ Хельсинки. Благодаря лояльности великого князя, Временное правительство разрешило супругам с детьми покинуть страну, однако взять с собой какие-либо ценности им запретили. Некоторые украшения супруги всё же смогли вывезти с собой, зашив их в одежду членов семьи. В начале июня 1917 года супруги сели на поезд до Хельсинки и покинули страну.

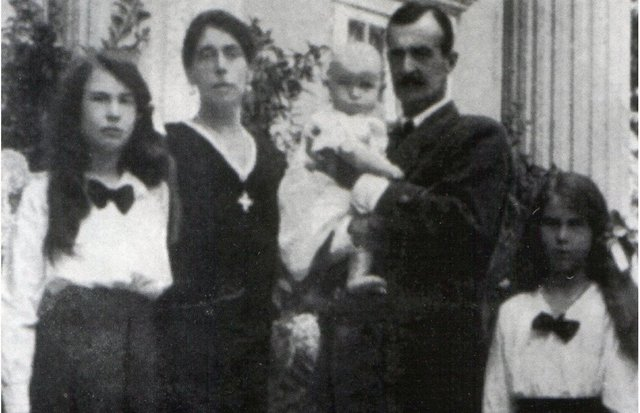
Виктория Мелита со вторым мужем и детьми приблизительно в 1918 году

После двух недель в Хайкко семья переехала в арендованный дом в Борго, где в августе 1917 года Виктория Фёдоровна родила долгожданного сына, названного в честь деда по отцу Владимиром. Семья осталась в Финляндии, которая объявила о своей независимости в декабре 1917 года. Великокняжеская чета, разочарованная новой властью, рассчитывала, что вскоре Белое движение сможет одержать победу в начавшейся в конце 1917 года войне. Между тем, запасы истощались и великий князь и княгиня вынуждены были просить помощи у семьи; в июле 1918 года Виктория Фёдоровна написала своей кузине, шведской кронпринцессе Маргарите, письмо, в котором умоляла её прислать детское питание, чтобы княгиня могла кормить сына. У остальной британской родни она просить помощи не решилась, поскольку считала, что они недостаточно сделали, чтобы помочь императорской семье.
В 1918 году Виктория Фёдоровна написала письмо кузену Георгу V, в котором просила оказать помощь Белому движению в России. В письме королю барон Актон, британский министр в Хельсинки, встречавшийся с великой княгиней, отмечал, как революция повлияла на неё: она «постарела и потеряла большую часть своей красоты, что не удивительно, учитывая всё, что она пережила». Осенью 1919 года Виктория Фёдоровна с семьёй покинула Финляндию и уехала в Германию; в Мюнхене семья встретилась с матерью княгини Марией Александровной и в сентябре 1919 года все вместе уехали в швейцарский Цюрих. В Цюрихе Кирилл Владимирович встретился с матерью Марией Павловной и другими членами семьи, поселившимися в Швейцарии. 6 сентября 1920 года умерла мать великого князя, 24 октября — мать Виктории Фёдоровны. Великая княгиня унаследовала от матери виллу в Ницце и семейную резиденцию в Кобурге. В течение последующих лет семья проживала в этих домах.
Будучи в Германии, Виктория Фёдоровна заинтересовалась Нацистской партией, которая привлекла её антибольшевистской позицией и дала надежду на то, что национал-социалистическое движение сможет помочь восстановить российскую монархию. Вместе с супругом княгиня посетила нацистский митинг в Кобурге в 1922 году, что было обусловлено в том числе и их приятельскими отношениями с Максом Эрвином фон Шойбнер-Рихтером и его женой, которые являлись пылкими сторонниками Гитлера. Неизвестно, насколько Виктория Фёдоровна была вовлечена в деятельность партии, но были люди, от которых исходили слухи о закладке великой княгиней части драгоценностей для пожертвования в партийный фонд. Скорее всего она не знала обо всех аспектах и планах нацистов. Об этом косвенно говорит и то, что она, как и многие другие европейские царственные особы, прекратила поддерживать нацистов после начала реализации самых зловещих идей гитлеровской философии на практике. Кирилл был более осторожен и скептичен, чем его политически неопытная жена, ослепленная, по словам Салливана, в своей ненависти к большевикам. Серьёзное беспокойство у него вызывал скрытый фанатизм партии.

### Притязания на российский престол

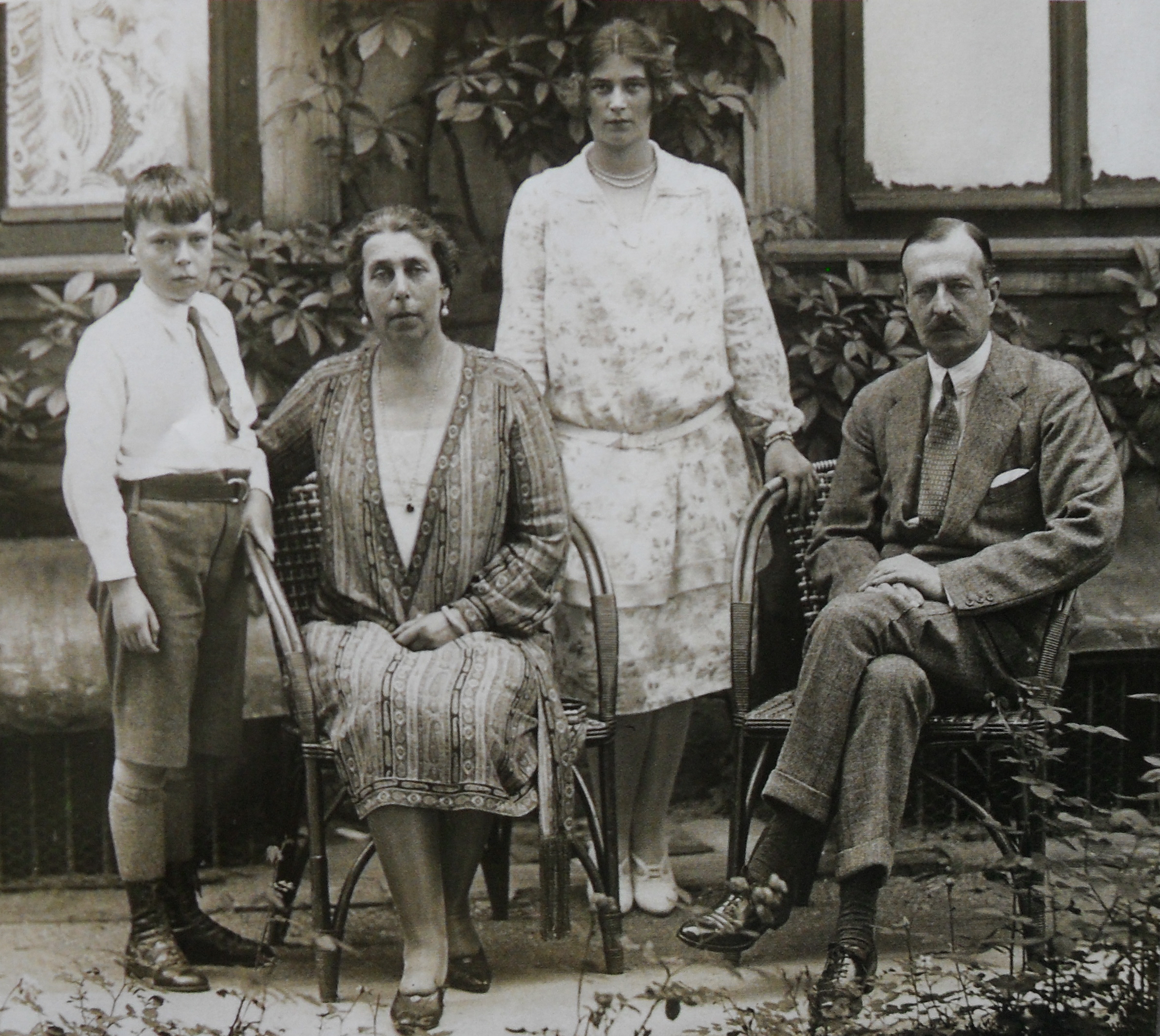
Виктория Фёдоровна с мужем и двумя младшими детьми, 1920-е

В 1922 году Кирилл Владимирович, ставший старшим мужчиной в императорской семье принял звание блюстителя Государева Престола. В следующем году великий князь перенёс нервный срыв, и Виктория Фёдоровна возвращала его здоровье мечтами о восстановлении монархии в России и становлении Кирилла императором. В 1924 году в Сен-Бриаке Кирилл Владимирович, знавший о расстреле царской семьи, объявил себя императором; своей супруге он даровал титул Государыни Императрицы, а детям — титулы великих княжон и великого князя и цесаревича. В том же году Виктория Фёдоровна отправилась в путешествие в Соединённые Штаты, надеясь получить американскую помощь для восстановления монархии, однако требуемой поддержки она не получила. Она продолжала искать сторонников, чтобы помочь Кириллу восстановить монархию, а также продавала свои картины, чтобы собрать деньги для нужд семьи.
К середине 1920-х годов Виктория Фёдоровна стала задумываться о перспективах для своих детей. Старшая дочь четы, Мария, 25 ноября 1925 года, в 49 день рождения матери, вышла замуж за главу одной из немецких медиатизированных семей — Карла III, наследного принца Лейнингенского. Виктория Фёдоровна была рядом с дочерью, когда та в 1926 году родила своего первого ребёнка — сына Эмиха Кирилла.
В середине 1920-х годов германское правительство установило дипломатические отношения с Москвой и присутствие Кирилла Владимировича и его жены, претендовавших на российский престол, в стране стало неприемлемым. Несмотря на то, что правительство Баварии не собиралось насильно высылать великокняжескую чету, Кирилл и Виктория сами решили уехать на постоянное место жительства во Францию. Летом 1926 года они окончательно перебрались в Сен-Бриак, Бретань, где раньше проводили только летние каникулы. Здесь они приобрели обширный дом, который получил бретонское имя Ker Argonid. Курортный Сен-Бриак был излюбленным местом для жизни британских граждан, покинувших родину и желавших вести свободную жизнь на ограниченный доход. Виктория Фёдоровна завела друзей среди англичан, а также французов и других иностранных жителей города. Хотя на первый взгляд она казалась надменной, позднее люди понимали, что с ней даже проще сойтись, чем с её мужем. Вместе с тем, их друзья относились к супругам с большим почтением, делали реверансы или называли их императорскими титулами. Супруги вели уединённый образ жизни, находя его более интересным, чем жизнь в Кобурге.
Виктория Фёдоровна чрезвычайно опекала своего сына Владимира, на которого возлагались самые большие надежды. Она не разрешила ему посещать школу, потому что беспокоилась о его безопасности, и хотела, чтобы он воспитывался также, как и великие князья из дома Романовых до революции. Вместо этого, обучением мальчика занимался частный учитель. Также Виктория Фёдоровна не позволила сыну продолжить образование для будущей карьеры. Владимир любил и уважал мать, которая настолько была предана ему. Он писал после смерти родителей: «Мы обожали наших родителей и их любовь к нам была безгранична. Все тяготы и горечь, что нам пришлось пережить в те годы, были полностью перекрыты нашей взаимной любовью. Мы гордились [ими]».

### Последние годы и смерть
Летом в Сен-Бриаке Кирилл Владимирович наслаждался игрой в гольф, а Виктория Фёдоровна — пикниками и экскурсиями. Они также участвовали в социальной жизни общества, вместе играли в бридж и помогали организовывать спектакли. Зимой супруги любили посещать близлежащую коммуну Динар и приглашали друзей на домашние вечеринки и игры. Великокняжеская чета была вполне счастлива, хотя в Сен-Бриаке ходили слухи, что Кирилл Владимирович часто ездил в Париж, где встречался с любовницей. Слухи оказались правдивыми: в 1933 году Виктория Фёдоровна, посвятившая жизнь супругу, обнаружила, что муж был ей неверен, о чём она упоминала в переписке с сестрой Марией. Она сохранила видимость семейной жизни ради детей, в частности ради любимого сына-подростка, но не смогла простить предательство Кирилла Владимировича. В феврале 1936 года Виктория Фёдоровна отправилась в Аморбах на крестины своей пятой внучки — Мехтильды Лейнингенской, где перенесла инсульт. К постели больной были вызваны родственники и близкие друзья, однако ничего сделать уже было нельзя; когда прибыла её любимая сестра Мария, Викторию Фёдоровну спросили, рада ли она её приезду, на что та запинаясь ответила: «Это всё меняет». Мария позднее писала, что сестра так и не смогла простить мужа — даже на смертном одре, и «вздрагивала от прикосновений Кирилла».
2 марта 1936 года великая княгиня Виктория Фёдоровна умерла от воспаления лёгких. 10 марта тело Виктории Фёдоровны было захоронено в семейной усыпальнице герцогов Саксен-Кобург-Готских в Кобурге; 7 марта 1995 года вместе с останками великого князя Кирилла Владимировича прах Виктории Фёдоровны был перенесён в Великокняжескую усыпальницу Петропавловской крепости в Санкт-Петербурге. Сестра княгини Мария позднее писала о ней: «Всё это была трагедия за гранью воображения, трагический конец трагической жизни. Она несла трагедию в себе — у неё были печальные глаза — всегда — даже в детстве — но мы любили её очень, была в ней некая сила — она была нашей Совестью». Супруг Виктории Фёдоровны чувствовал себя одиноким после смерти жены и умер всего через два года после её кончины. Несмотря на то, что он изменял жене, великий князь по-прежнему любил её и скучал по ней; последние годы жизни он посвятил написанию воспоминаний о совместной жизни с Викторией Фёдоровной. Он писал о ней: «Редко встречаются люди, наделённые всеми щедротами души, ума и физической красоты. Даки обладала всем, даже в избытке. Редко кому выпадает счастье иметь такого спутника жизни — я был одним из этих счастливцев».

## Потомство
От брака с Эрнстом Людвигом, великим герцогом Гессенским:
- Елизавета Мария Алиса Виктория (11 марта 1895 — 16 ноября 1903) — любимая правнучка королевы Виктории. После развода родителей Елизавета жила по полгода с отцом в Дармштадте и матерью в Кобурге, однако сама девочка предпочитала общество отца[24]. В 1903 году Елизавета с отцом отправилась на встречу с русской императорской семьёй в Скерневице[37], где девочка заболела тифом и умерла[37].
- Младенец, родившийся мёртвым или умерший вскоре после рождения в 1900 году.

От брака с великим князем Кириллом Владимировичем:
- Мария Кирилловна (2 февраля 1907 — 27 октября 1951) — княжна императорской крови / великая княжна[k 11]; была замужем за своим троюродным братом Карлом Лейнингенским, от которого родила семерых детей. Мария Кирилловна умерла в Мадриде в результате сердечного приступа.
- Кира Кирилловна (9 мая 1909 — 8 сентября 1967) — княжна императорской крови / великая княжна; была замужем за Луи Фердинандом Прусским, внуком германского императора Вильгельма II. В браке Кира Кирилловна родила семерых детей. Умерла в результате сердечного приступа во французском Сен-Бриаке.
- Владимир Кириллович (17 (30) августа 1917 — 21 апреля 1992) — князь императорской крови / цесаревич, великий князь; общественно-политический деятель русской эмиграции, с 1938 года являлся претендентом на российский престол и главой Императорского дома. Состоял в браке с ранее разведённой Леонидой Багратион-Мухранской, дочерью князя из династии Багратионов, с которой имел только одного ребёнка — дочь Марию, которая рассматривалась отцом как наследница его притязаний на российский трон.

## Награды, генеалогия и герб

### Награды
Национальные:
- Великобритания:
  - Дама ордена Индийской короны[100]
  - Кавалерственная дама Королевского ордена Виктории и Альберта I класса[101]
  - Дама Великого Креста британского ордена Святого Иоанна
  - Член Королевского Красного Креста
- Великое герцогство Гессен[39]:
  - Дама Большого Креста Домашнего ордена Золотого Льва Гессен-Касселя
  - Дама ордена Филиппа Великодушного
- Российская империя:
  - Кавалерственная дама ордена Святой Екатерины[102]
  - Георгиевские медали всех степеней[7]

Иностранные:
- Пруссия: Дама ордена Луизы
- Румыния: Дама Большого Креста ордена Короны Румынии
- Испания: Дама Большого Креста ордена Королевы Марии Луизы

### Герб

Будучи внучкой британского монарха по мужской линии, Виктория Мелита получила право пользования королевским гербом с добавлением герба Саксонии (щит, девятикратно пересечённый на чернь и золото, поверх щита правая перевязь в виде рутовой короны), представлявшего деда принцессы — принца Альберта.
Щитодержатели обременены титлом (турнирным воротничком) как в щите: на зелёной лужайке золотой, вооружённый червленью и коронованный золотой короной леопард [восстающий лев настороже] и серебряный, вооружённый золотом единорог, увенчанный наподобие ошейника золотой короной, с прикреплённой к ней цепью.
Дамский (ромбический) щит, увенчанный короной, соответствующей достоинству внуков монарха по мужской линии. Щит был обременён серебряным титлом с пятью зубцами: на крайних зубцах — червлёное сердце, на внутренних зубцах — лазоревый якорь, на среднем зубце — прямой червлёный крест. Щит четверочастный: в первой и четвёртой частях — в червлёном поле три золотых вооружённых лазурью леопарда (идущих льва настороже), один над другим [Англия]; во второй части — в золотом поле червлёный, вооружённый лазурью лев, окружённый двойной процветшей и противопроцветшей внутренней каймой [Шотландия]; в третьей части — в лазоревом поле золотая с серебряными струнами арфа [Ирландия]).
В 1917 году королевским указом Виктории Мелите было гарантировано право на герб, которым она пользовалась до первого брака.

## Комментарии
1. ↑  Существуют различные версии происхождения названия острова Мальта: так, по одной из них когда-то на острове обитали пчёлы, приносившие особенно ароматный мёд; ценители этого мёда прозвали остров медовым — на латыни «мелита» (лат. melita)[5].
2. ↑  Некоторые источники ошибочно переводят прозвище как «уточка». Позднее прозвище Даки прижилось и при русском дворе.
3. ↑  Отец Виктории Мелиты и мать Эрнста Людвига были родными братом и сестрой.
4. ↑  Манифест о помолвке был издан 6 (18) апреля 1894 года.
5. ↑  Мать Виктории Мелиты, Мария Александровна, отец Кирилла Владимировича, Владимир Александрович, и Алексей Александрович были детьми императора Александра II от брака с Марией Гессен-Дармштадтской.
6. ↑  Мать Виктории Мелиты великая княжна Мария Александровна была родной сестрой императора Александра III — отца Николая II. В то же время, отец Виктории Мелиты Альфред Саксен-Кобург-Готский был родным братом Алисы Великобританской — матери императрицы Александры Фёдоровны.
7. ↑  Отец Виктории Фёдоровны, Альфред Саксен-Кобург-Готский, был родным братом отца Маргариты Артура, герцога Коннаутского.
8. ↑  В конце марта 1917 года министр Временного правительства Павел Милюков пытался отправить Николая II и его семью в Англию, на попечение короля Георга V, на что даже было получено предварительное согласие британской стороны; но в апреле, вследствие нестабильной внутриполитической ситуации в самой Англии, король предпочёл отказаться от такого плана — согласно некоторым свидетельствам[70], вопреки совету премьер-министра Ллойда Джорджа. Тем не менее, вплоть до мая 1918 года подразделение MI1 британского военного разведывательного управления осуществляло подготовку к операции по спасению Романовых, которая так и не была приведена в стадию практического осуществления[71].
9. ↑  Внук Марии Кирилловны и сын Эмиха Кирилла Карл Эмих претендует на Российский престол и в 2014 году Монархической партией России был провозглашён императором Николаем III[86].
10. ↑  По другой версии, особняк был приобретён ещё в 1920 году[7].
11. ↑  Те, кто не признают принятие Кириллом Владимировичем императорского титула и, соответственно, не признают его указов, считают законным титулование его детей лишь титулом, предусмотренным (согласно дополнению Александра III (1886) к закону об императорской фамилии) для правнуков императора — «княжна/князь императорской крови».